# Cyrtopodium lamellaticallosum
Cyrtopodium lamellaticallosum är en orkidéart som beskrevs av João Aguiar Nogueira Batista och Bianch.. Cyrtopodium lamellaticallosum ingår i släktet Cyrtopodium, och familjen orkidéer. Inga underarter finns listade i Catalogue of Life.